# لباس کوکتیل

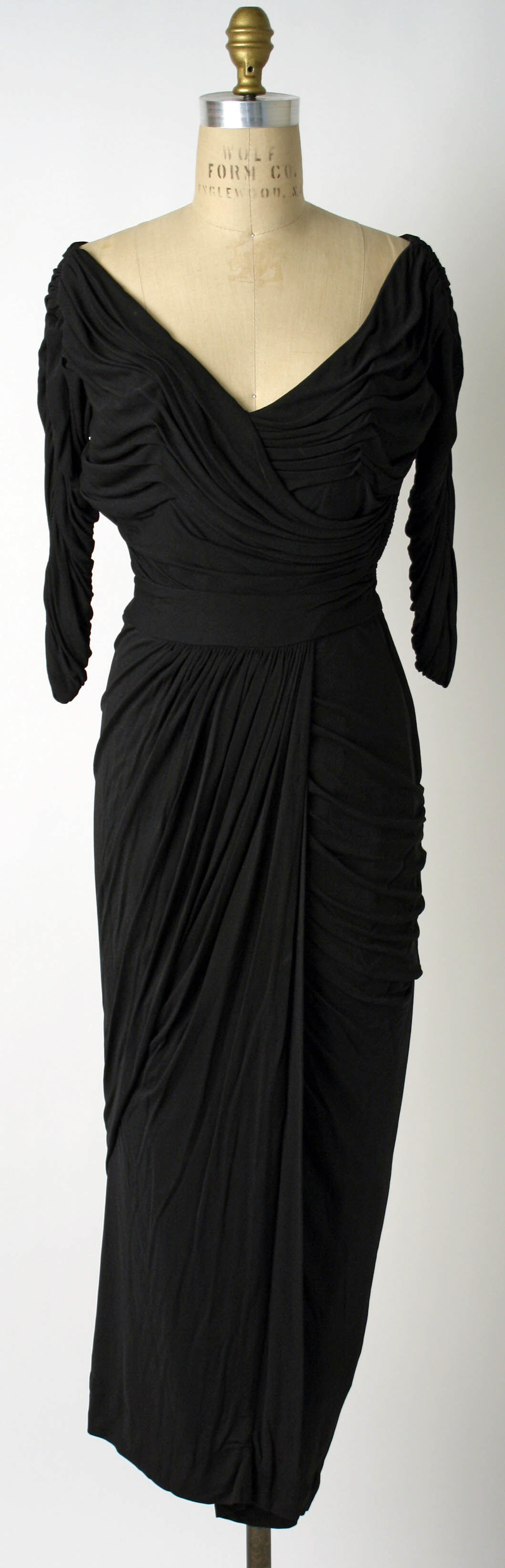
مدلی از لباس کوکتیل آمریکایی متعلق بهدهه ۱۹۵۰ میلادی

لباس کوکتیل (بهانگلیسی: Cocktail dress) یک پوشاک رسمی برای جشن‌ها و مراسم‌هاست؛ این پوشاک آمریکایی است و بسیار پیشینه طولانی دارد.